# Zu spät für Helden – Antreten zum Verrecken
Zu spät für Helden – Antreten zum Verrecken (Originaltitel: Too Late the Hero) ist ein von Robert Aldrich inszenierter Kriegsfilm aus dem Jahr 1970 mit Cliff Robertson und Michael Caine in den  Hauptrollen. Der Schauplatz des Films ist eine Insel im Pazifikraum während des Zweiten Weltkriegs.

## Handlung
Lieutenant Lawson ist Angehöriger der US-Marine und wird in seiner Tätigkeit als Linguist auf eine Insel in den Neuen Hebriden abgeordnet, wo er eine britische Militäroperation unterstützen soll. Ein Konvoi der US-Marine soll in naher Zukunft die Nordküste der Insel passieren, die von den Japanern kontrolliert wird. Das Ziel der Operation ist es, den japanischen Funksender zu zerstören, um eine Meldung des Konvois zu verhindern. Darüber hinaus soll Lawson einen gefälschten Funkspruch absetzen, der die Japaner in Sicherheit wiegen soll.
Der befehlsführende Offizier des Kommandounternehmens ist Captain Hornsby, der immer wieder durch leichtsinnige Befehle das Leben seiner Männer riskiert. Private Hearne ist der Sanitäter der Gruppe und nur schwer von der Sinnhaftigkeit des Unternehmens zu überzeugen. Als das Kommando den japanischen Außenposten schließlich erreicht, sind bereits große Verluste zu beklagen. Beim Versuch den Funksender zu zerstören, entdecken die Soldaten einen bisher unbekannten japanischen Flugplatz. Der japanische Widerstand nötigt das Kommando sich zurückzuziehen, verfolgt von Major Yamaguchi, der verhindern möchte, dass die Gegenseite von dem geheimen Flugplatz erfährt. Lediglich Lawson und Hearne erreichen wieder das offene Feld, das die britische Militärbasis umgibt. Beim Versuch, das Feld zu überqueren und in Sicherheit zu gelangen, wird Lawson von einer Kugel tödlich getroffen.

## Hintergrund
Die Dreharbeiten begannen im Januar 1969 und dauerten sechs Monate. Zu spät für Helden wurde überwiegend auf den Philippinen gedreht.
Tag der Erstaufführung war in der BRD der 5. Februar 1971.

## Kritiken
Für das Lexikon des internationalen Films war es ein „hart inszenierter Abenteuerfilm, dem die Zweifel am Heldentum ebenso wie das blutige Geschehen zur bloßen Spannungsmache dienen“.
Roger Greenspun von der New York Times konstatierte, dass der Film eigentlich beabsichtigt habe, „Krieg als ergebnisloses System von Täuschungen darzustellen“, dabei aber diese Absicht selbst untergrabe und „sich stattdessen mit der Darstellung des üblichen Dschungelkriegs begnügt“. Variety nannte den Film „ein ordentliches Melodram vor dem Hintergrund des Zweiten Weltkriegs“.

## Synchronisatiom
In der deutschen Sprachfassung wurden eingesetzt: Michael Chevalier für Robertson, Lothar Blumhagen für Fonda, Thomas Danneberg für Caine, Joachim Pukaß für Bannen, Gerd Martienzen für Elliott, Siegmar Schneider für Andrews, Edgar Ott für Takakura und Gerd Duwner für Fraser.
Ein Alternativtitel des Films lautet Himmelfahrtskommando Okinawa.